# قائمة حلقات البؤساء

غلاف الدي‌ڤي‌دي الرابع الصادر في اليابان يُظهر كلًّا من جان ڤالجان وكوزيت

لِيه ميزيرابل: شوجو كوزيت (باليابانية: レ・ミゼラブル 少女コゼット، بالروماجي: Re Mizeraburu Shōjo Kozetto، تعني حرفيًا البؤساء: الفتاة كوزيت)، دُبلج للعربية تحت اسم البؤساء، هو مسلسل أنيمي ياباني مُقتبس من رواية ڤكتر هوگو الشهيرة البؤساء، وهو أول عمل لسلسلة نبون أنميشن سينما تحف العالم بعد 10 سنوات من عرض دروب ريمي. يُعتبر هذا الأنيمي رابع أنيمي يقتبس رواية البؤساء.

## نظرة على المسلسل
| القِسم | القِسم                                            | الحلقات | تاريخ البث العربي | تاريخ البث العربي | التركيز على                                    |
| القِسم | القِسم                                            | الحلقات | بداية السلسلة     | نهاية السلسلة     | التركيز على                                    |
| ----- | ------------------------------------------------ | ------- | ----------------- | ----------------- | ---------------------------------------------- |
|       | فانتين                                           | 11      | 22 ديسمبر 2013    | 5 يناير 2014      | فانتين                                         |
|       | كوزيت                                            | 9       | 6 يناير 2014      | 16 يناير 2014     | كوزيت                                          |
|       | ماريوس                                           | 10      | 19 يناير 2014     | 30 يناير 2014     | ماريوس بونتمرسي                                |
|       | قصيدة شارع پلوميه الرعائية وملحمة شارع سان دونيز | 12      | 2 فبراير 2014     | 17 فبراير 2014    | العلاقة بين ماريوس وكوزيت بداية ثورة الجامعيين |
|       | جان ڤالجان                                       | 10      | 18 فبراير 2014    | 6 مارس 2014       | جان ڤالجان                                     |

## قائمة الحلقات
| #                                                             | عنوان الحلقة | عنوان الحلقة          | عنوان الحلقة            | تاريخ العرض    | تاريخ العرض                                         | مصدر                          |
| #                                                             | باليابانية | الدبلجة العربية       | المترجم                 | اليابان        | العالم العربي                                       | مصدر                          |
| ------------------------------------------------------------- | --- | --------------------- | ----------------------- | -------------- | --------------------------------------------------- | ----------------------------- |
| القِسم الأول فانتين                                            | |                       |                         |                |                                                     |                               |
| 1                                                             | ファンティーヌとコゼット | فراق الأم وطفلتها     | فانتين وكوزيت           | 7 يناير 2007   | 22 ديسمبر 2013                                      | البؤساء - الحلقة 1 - سبيستون  |
| 1                                                             | تصل فانتين وكوزيت إلى مدينة مونتفرميل وتبحث فانتين عن عمل ولكن يتم رفضها من قبل الجميع لأن لها طفلة، وعندما سألت خبازًا عن عمل أجابها بأنه لا يستطيع توظيفها، وأخبرها بأن هنالك مصنعًا جديدًا في مدينة مونتريل-سور-مير بحاجة إلى عاملات. وأثناء تجول كوزيت في المدينة تقابل ابنتي تيناردييه إبونين وأزيلما وتبدأ باللعب معهما، تستغل عائلة تيناردييه الفرصة وتقنع فانتين بإبقاء ابنتها عندهم مقابل إرسال المال شهريًا وتذهب هي للعمل في تلك المدينة، تخدع عائلة تيناردييه فانتين وتُعامل ابنتها كوزيت كخادمة. |                       |                         |                |                                                     |                               |
| 2                                                             | ジャン・ヴァルジャンの秘密 | سر جان ڤالجان         | سر جان ڤالجان           | 14 يناير 2007  | 23 ديسمبر 2013                                      | البؤساء - الحلقة 2 - سبيستون  |
| 2                                                             | يأتي الفتى ألن إلى مكتب المحافظ مادلِن (حان ڤالجان) فيخبره عن قصته ومعاناته، وكيف صار رجلًا صالحًا؛ حيث سرق الأدوات الفضية ونسي الشمعدان من عند الأسقف/المُعلم(في الدبلجة العربية) الذي آواه في منزله بعد خروجه من السجن وأعطاه من الطعام والشراب ما تشتهيه النفس، وعندما قُبض عليه ذهبوا إلى الأسقف فقال الأسقف بتركه فهو من أعطاه هذه الأدوات، وإضافة لذلك أعطاه شمعدانًا فضِّيًا الذي أخذه جان ڤالجان مُتعجِّبًا، ثم قال له الأسقف عدني أنك سوف تصبح رجلًا صالحًا. |                       |                         |                |                                                     |                               |
| 3                                                             | 新しい友達・シュシュ | الصديق الجديد چوچو    | الصديق الجديد چوچو      | 21 يناير 2007  | 24 ديسمبر 2013                                      | البؤساء - الحلقة 3 - سبيستون  |
| 3                                                             | يعيَّن جافير مفتِّشًا لمدينة مونتريل-سور-مير، جاڤير الذي كان سجانًا في سجن تولون الذي أمضى فيه جان فالجان 19 عامًا. عندما التقى المفتش بالمحافظ مادلِن لأوَّل مرة لاحظ تشابهًا كبيرًا بينه وبين اللص الهارب جان فالجان. في نفس الوقت تعتني كوزيت وگافروش بجرو شريد إلى أن اكتشفت مدام تيناردييه الأمر فضربت كوزيت حتى أُغمي عليها. |                       |                         |                |                                                     |                               |
| 4                                                             | お母さんの手紙 | رسالة الأم            | رسالة الأم              | 28 يناير 2007  | 25 ديسمبر 2013                                      | البؤساء - الحلقة 4 - سبيستون  |
| 4                                                             | مضت سنة أخرى، لا تزال فانتين تُرسل المال شهريًا لعائلة تيناردييه مع الرسائل التي لا تلبث أن يحرقها تيناردييه ما أن يُخرج المال من الظرف. تُنقذ كوزيت رسالة أمها هذه المرة وتحاول قراءتها ولكنها لا تستطيع سوى قراءة اسمها بالرسالة، حيث تعلمت كتابة وقراءة اسمها من القس رچارد الذي عُيِّن حديثًا في مدينة مونتفرميل. |                       |                         |                |                                                     |                               |
| 5                                                             | ジャヴェールの疑惑 | شكوك جاڤير            | شكوك جاڤير              | 4 فبراير 2007  | 26 ديسمبر 2013                                      | البؤساء - الحلقة 5 - سبيستون  |
| 5                                                             | يبدأ المفتش جافير بالشك كثيرًا بالمحافظ مادلِن عندما رأى ما أبداه من قوى لرفع عربة عن رجل عجوز يُدعى فوشلفان، حيث أن قوة مثل هذه لم يرها جافير سوى بالسجين جان فالجان الذي كان يُلقب بـالرافعة لقوته. |                       |                         |                |                                                     |                               |
| 6                                                             | コゼットの誕生日 | هدية كوزيت            | عيد ميلاد كوزيت         | 11 فبراير 2007 | 29 ديسمبر 2013                                      | سبيس تون البؤساء - الحلقة 6   |
| 6                                                             | تكتشف زميلات فانتين أن لها ابنة سرًا، فيخبرن ربَّة عملهن التي تطرد فانتين درءًا للمشكلات. تحاول فانتين التحدث مع المحافظ مادلِن، ولكنه أُصيب بوعكة صحية فأخبرها أحد عماله أنه مشغول ولا يقدر على رؤيتها فظنت أنه لا يريد رؤيتها. في الوقت الحالي تُرسل عائلة تيناردييه رسالة كاذبة لفانتين طالبين مبلغ 40 فرنكًا لأن كوزيت مريضة. تتابع كوزيت تعلم القراءة والكتابة عند المعلم رچارد. |                       |                         |                |                                                     |                               |
| 7                                                             | 迷子のエポニーヌ | ضياع إبونين           | إپونين المفقودة         | 18 فبراير 2007 | 30 ديسمبر 2013                                      | البؤساء - الحلقة 7 - سبيستون  |
| 7                                                             | يأتي رجل إلى فندق [وتر لو ] ويتحدث عن باريس ويقول انه منها فتقول له ايبونين ماهي باريس الخ....ثم تقول له ميف يلعب الاطفال هناك قال ان هناك لعبة يلعبها الفتيات لاكني لا اتذكر فترد كوزيت (ابنة ڤانتين) انها دواليب تدحرج فقال لها نعم انتي عشتي في باريس فتقول ايبونين لاكوزيت لم تعش في باريس (الغيرة) ثم تقول ام ايبونين نعم انها لم تعش في باريس ثم تقول كوزيت كان هناك نهر كبير فيه قوارب فقال الرجل: نعم انها باريس ثم تذهب ايبونين وهي ممتلئه بالغيرة ثم تأخذ شنطة سفر كبيرة وتضع ملابسها ثم تذهب ماشية إلى طريق السفر وتضيع فيبحث عنها أهل القرية وبالنهاية تجدها كوزيت بمساعدة چوچو. |                       |                         |                |                                                     |                               |
| 8                                                             | お母さんのスカート | ثوب الصوف             | تنورة الأم              | 25 فبراير 2007 | 31 ديسمبر 2013                                      | البؤساء - الحلقة 8 - سبيستون  |
| 8                                                             | ترسل عائلة تيناردييه رساله إلى فانتين كُتب فيها لقد اقترب فصل الشتاء وكما تعلمين ليس لدينا المال الكافي لنشتري لابنتك ثياب للشتاء لذلك نرجو أن ترسلي 10 فرنكات لكي نستطيع أن نشتري لها بها ثيابًا مناسبة، لكن عوض أن ترسل فانتين النقود، تشتري تنورة صوف لكوزيت وترسلها عبر البريد لتينارديه فتفتح عائلة تيناردييه فتجد تنورة الصوف فينزعجون لعدم نجاح خطتهم ويعطوون الثوب لأزيلما. |                       |                         |                |                                                     |                               |
| 9                                                             | テナルディエの悪だくみ | مُكر تيناردييه         | خُبث تيناردييه           | 4 مارس 2007    | 1 يناير 2014                                        | البؤساء - الحلقة 9 - سبيستون  |
| 9                                                             | لا يوجد ملخص لهذه الحلقة، مساهمتك مرحب بها |                       |                         |                |                                                     |                               |
| 10                                                            | 迷いのマドレーヌ | معاناة مادلين         | مادلِن محتار             | 11 مارس 2007   | 2 يناير 2014                                        | البؤساء - الحلقة 10 - سبيستون |
| 10                                                            | لا يوجد ملخص لهذه الحلقة، مساهمتك مرحب بها |                       |                         |                |                                                     |                               |
| 11                                                            | サンプリスの嘘 | كذبة سمپلس            | كذبة سمپلس              | 18 مارس 2007   | 5 يناير 2014                                        | البؤساء - الحلقة 11 - سبيستون |
| 11                                                            | لا يوجد ملخص لهذه الحلقة، مساهمتك مرحب بها |                       |                         |                |                                                     |                               |
| #                                                             | عنوان الحلقة | عنوان الحلقة          | عنوان الحلقة            | تاريخ العرض    | تاريخ العرض                                         | مصدر                          |
| #                                                             | باليابانية | الدبلجة العربية       | المترجم                 | اليابان        | العالم العربي                                       | مصدر                          |
| القِسم الثاني كوزيت                                            | |                       |                         |                |                                                     |                               |
| 12                                                            | ひとりぼっちのコゼット | عزلة كوزيت            | كوزيت الوحيدة           | 25 مارس 2007   | 6 يناير 2014                                        | البؤساء - الحلقة 12 - سبيستون |
| 12                                                            | لا يوجد ملخص لهذه الحلقة، مساهمتك مرحب بها |                       |                         |                |                                                     |                               |
| 13                                                            | ジャン・ヴァルジャンとコゼット | كوزيت وجان ڤالجان     | جان ڤالجان وكوزيت       | 1 أبريل 2007   | 7 يناير 2014                                        | البؤساء - الحلقة 13 - سبيستون |
| 13                                                            | لا يوجد ملخص لهذه الحلقة، مساهمتك مرحب بها |                       |                         |                |                                                     |                               |
| 14                                                            | 二人きりの旅 | رحلة كوزيت            | رحلتهُما                 | 8 أبريل 2007   | 8 يناير 2014                                        | البؤساء - الحلقة 14 - سبيستون |
| 14                                                            | تبدأ كوزيت رحلتها مع جان ڤالجان الذي يعطف عليها كعطف الأب على ابنته، ويذكرها بأنها لم تعد تسكن مع أسرة تيناردييه بعد الآن، وإن جاعت أو تعبت أو احتاجت إلى شيء فلتخبره. لاحقًا يخبر جان ڤالجان كوزيت بنبأ موت أمها التي تستقبله بحزن وبكاء. |                       |                         |                |                                                     |                               |
| 15                                                            | 二人の絆 | فقدان الأصدقاء        | روابطهم                 | 15 أبريل 2007  | 9 يناير 2014                                        | البؤساء - الحلقة 15 - سبيستون |
| 15                                                            | تنتقل كوزيت مع جان ڤالجان إلى إحدى مدن فرنسا الكبرى عوضًا عن الذهاب إلى باريس وذلك بعد أن توقع جان ڤالجان أن يكمن له جاڤير في باريس (وقد كان توقعه صحيحًا، حيث أقام جاڤير تفتيشًا عند مداخل مدينة باريس)، وهناك يفكر جان ڤالجان بإرسال كوزيت مع أحد الرجال الذاهبين إلى مدينة مونتريل-سور-مير لكي ترعاها الراهبة سمبلس لأنه رأى إن ظلت كوزيت معه فإنها لن تكوِّن لها صداقات (لأن عليه تحاشي الناس والهرب من أعين الشرطة قدر الإمكان)، ولكن كوزيت تُفقد أثناء بحثهمها عن ذلك الرجل وحينها يدرك جان ڤالجان بأنه أخطأ عندما قرر تركها تذهب بعيدًا عنه. لاحقًا يجد جان ڤالجان كوزيت عند ممشى القناة المائية التي تستقبله بدورها بالبكاء والدموع. |                       |                         |                |                                                     |                               |
| 16                                                            | パリのゴルボー屋敷 | منزل گوربو في باريس   | منزل گوربو في باريس     | 22 أبريل 2007  | 12 يناير 2014                                       | البؤساء - الحلقة 16 - سبيستون |
| 16                                                            | يصل جان ڤالجان وكوزيت إلى منزل باريس ويقيمان في منزل اسمه منزل گوربو ويطلب جان ڤالجان من كوزيت أن تناديه "أبي"، لاحقًا يزوران حدائق لكسمبورگ وتسترجع كوزيت ذكرياتها مع أمها في هذه الحديقة، يتغير منصب جاڤير من المفتش العام لمدينة مونتريل-سور-مير إلى المفتش العام لمدينة باريس مما سيسمح له بالاستمرار في ملاحقة جان ڤالجان في باريس، يغادر جاڤير باريس مؤقتًا إلى مونتريل-سور-مير لإسناد مهامه إلى نائبه. في نهاية الحلقة تكتشف صاحبة منزل گوربو أن جان ڤالجان مجرم هارب من العدالة وتقرر إخبار الشرطة. |                       |                         |                |                                                     |                               |
| 17                                                            | 迫り来るジャヴェール | اقتراب جاڤير          | اقتراب جاڤير            | 29 أبريل 2007  | 13 يناير 2014                                       | البؤساء - الحلقة 17 - سبيستون |
| 17                                                            | على عكس ما قالته صاحبة منزل گوربو في الحلقة السابقة، لم تخبر رجال ولكن تحقيقات جاڤير تقوده إلى مكان إقامة جان ڤالجان وكوزيت ويخطط للإمساك بجان ڤالجان أثناء نومه لكي لا يقاوم ولكن جان ڤالجان يكتشف الأمر ويتمكن بالحيلة من اكتساب بعض الوقت للهرب واكتشف جاڤير الأمر وأمر رجاله باللحاق به. في نهاية الحلقة يصل جان ڤالجان وكوزيت لنهاية مسدودة ولم يتبقَّ إلا القليل لوصول رجال الشرطة. |                       |                         |                |                                                     |                               |
| 18                                                            | 忘れていた再会 | حصاد المعروف          | لمّ شمل منسيّ             | 6 مايو 2007    | 14 يناير 2014                                       | البؤساء - الحلقة 18 - سبيستون |
| 18                                                            | يتسلق جان ڤالجان الجدار فيدخل إلى إحدى مدارس البنات الداخلية، وهناك يلتقي البستاني فوشلفان الذي أسدى له معروفًا عندما كان محافظًا لمدينة مونتريل -سور-مير، يخبره فوشلفان بأنه على استعداد لتنفيذ أي طلب يطلبه ردًا على معروفه. لاحقًا يخبره جان ڤالجان بأنه لا يوجد مكان ليقيم فيه وأنه قد يسبب له المشكلات ببقائه هنا وتنهي الحلقة بتخطيط خطة تسمح لهما -جان ڤالجان وكوزيت- بالبقاء داخل المدرسية بطريقة قانونية (حسب قانون المدرسة). |                       |                         |                |                                                     |                               |
| 19                                                            | 預けられたコゼット | رحلة جان ڤالجان       | كوزيت تحت الوصاية       | 13 مايو 2007   | 15 يناير 2014                                       | البؤساء - الحلقة 19 - سبيستون |
| 19                                                            | تنجح خطة فوشلفان بأعجوبة ويتمكن من تهريب جان ڤالجان وكوزيت إلى خارج المدرسة. |                       |                         |                |                                                     |                               |
| 20                                                            | 修道院の日々 | الحياة في المدرسة     | الحياة في الدير         | 20 مايو 2007   | 16 يناير 2014                                       | البؤساء - الحلقة 20 - سبيستون |
| 20                                                            | ينجح جان ڤالجان وكوزيت بالدخول النظامي إلى المدرسة بفضل فوشلفان، وتبدأ كوزيت حياتها في المدرسة الداخلية حيث تتعلم وتكوّن العديد من الصديقات ويبقى جان ڤالجان مع فوشلفان بعد أن أقنع فوشلفان مديرة المدرسة بأنه أخاه. تمضي خمس سنوات وتكبر كوزيت ويظهر شخص مريب يناديه جده "ماريوس" مع جده في عربة تجرها الأحصنة. |                       |                         |                |                                                     |                               |
| #                                                             | عنوان الحلقة | عنوان الحلقة          | عنوان الحلقة            | تاريخ العرض    | تاريخ العرض                                         | مصدر                          |
| #                                                             | باليابانية | الدبلجة العربية       | المترجم                 | اليابان        | العالم العربي                                       | مصدر                          |
| القِسم الثالث ماريوس                                           | |                       |                         |                |                                                     |                               |
| 21                                                            | マリウス·ポンメルシー | ماريوس                | ماريوس پونتمرسي         | 27 مايو 2007   | 19 يناير 2014                                       | البؤساء - الحلقة 21 - سبيستون |
| 21                                                            | يخبر جد ماريوس سبطه بأن أباه على فراش الموت ويطلب منه أن يذهب إليه "رغم أنه (أي أب ماريوس) خان وطنه وابنتي ووقف مع ناپليون"، يرفض ماريوس الذهاب لأن "أباه قد نسيه ولم يرد على رسائله والآن يريده" ولكنه يذهب بعد أن طلبت خالته منه ذلك. يذهب ماريوس ولكن بعد فوات الأوان وهناك يرى أصدقاء أبيه الذي يصفهم بأنهم "أناس نظيفون وطيبون رغم أنهم ليسوا أثرياء". يسلمه صديق أبيه وصية طلب منه والد ماريوس تسليمها له إذا حضر. يخبره أباه بالوصية بأنه شارك مع القائد ناپليون في معركة واترلو وقاتل ببسالة فحصل على لقب بارون نتيجة شجاعته، ولكن هذا اللقب قد أُلغي نتيجة عودة النظام الملكي بعد موت ناپليون، وهو الآن يمنحه هذا اللقب -مجازًا- لأنه "يحبه ويفخر به". يُصدم ماريوس بهذه الرسالة كثيرًا لأن جده أخبره بأن أباه نبذه ولم يكن يحبه أبدًا. يطلب ماريوس من صديق أبيه أن يخبره عن والده الذي يخبره بدوره بأن أباه أحبه دائمًا وكان يبكي عندما يشاهده في الكنيسة، ولم يكن يستطيع التحدث معه لأن جده هدده بأنه إن تحدث معه فسوف يحرمه -أي ماريوس- من الميراث فآثر على نفسه لمصلحة ابنه، وكان يبعث له الرسائل دائمًا -والتي يكتشف ماريوس بأن جده كان يحرقها-، يتجادل ماريوس مع جده فيُطرد من البيت. يقرر ماريوس تنفيذ السطر الأخير من وصية والده والتي تقول بأن هناك رجلًا أنقذه من الموت في معركة واترلو اسمه تيناردييه، فإن وجده في حاجة لمساعدة أو له حاجة فليساعده تعويضًا عن الكره الذي أجبره جده أن يكره أباه به كذبًا. |                       |                         |                |                                                     |                               |
| 22                                                            | それぞれの旅立ち | الرحيل عن المدرسة     | المغادرة                | 3 يونيو 2007   | 20 يناير 2014                                       | البؤساء - الحلقة 22 - سبيستون |
| 22                                                            | بعد موت فوشلفان، يقرر جان ڤالجان مغادرة المدرسة مع كوزيت ويتَّخذ من اسم "ألتيموس" الذي سماه به فوشلفان اسمًا تنكريًا له. يشك ماريوس بالعلاقة ما بين تيناردييه ووالده ويبدأ بالبحث عنه في مونتفرميل تنفيذًا لوصية والده ولكن تيناردييه وعائلته يكونون قد غادروا مونتفرميل دون إعلام أحد هربًا من الديون المتراكمة عليه. بعد عودة ماريوس إلى باريس ذلك يطلب جد ماريوس من خالته معرفة مكان سكن ماريوس ويهديها مالًا لتعطيه له. تطلب خالة ماريوس منه العودة إلى منزل جده لأن جده قد "انفطر قلبه لرحيله" ولكن ماريوس يرفض ويخبر خالته بأنه لن يأخذ من مال جده أبدًا وأنه يستطيع الاعتماد على نفسه. |                       |                         |                |                                                     |                               |
| 23                                                            | パリの空の下で | تحت سماء باريس        | تحت سماء باريس          | 10 يونيو 2007  | 21 يناير 2014                                       | البؤساء - الحلقة 23 - سبيستون |
| 23                                                            | بسبب عدم قدرته على تسديد الإيجار، يقرر ماريوس السكن في إحدى الشقق المتواضعة (وهي في منزل گوربو الذي سكن فيه جان ڤالجان وكوزيت عند قدومهما لباريس أول مرة) مقابل إيجار لا يتعدى فرنكين في الشهر، وعائلة تيناردييه تسكن -دون أن يعلم ماريوس- بالشقة المجاورة له. بعد أن علمت إپونين بأمر ماريوس من المؤجِّرة تعض أصابعها ندمًا لأنها لم تكمل دراستها. يسكن جان ڤالجان وكوزيت في إحدى الشقق ويسمح جان ڤالجان لمحتاجة تُدعى توسون بالعمل مدبرة للمنزل رغبة في مساعدتها (رغم عدم حاجتهم لمدبرة). |                       |                         |                |                                                     |                               |
| 24                                                            | リュクサンブールの出会い | الشاب الخجول          | لقاء لكسمبورگ           | 17 يونيو 2007  | 22 يناير 2014                                       | البؤساء - الحلقة 24 - سبيستون |
| 24                                                            | لسوء حظ ماريوس، تكون عائلة تيناردييه قد غيرت اسمها لكي لا يتعرف عليها الدائنون. يتعرف ماريوس على جماعة الأبجدية التي تخطط "لحل مشكلات هذا البلد" ولكنه لم يقرر الانضمام إليهم بعد. يرى ماريوس كوزيت لأول مرة في حديقة لكسمبورگ ويُعجب بها وظل يتردد في إلقاء التحية فيقترب منها تارة ويبتعد تارة وسط استغراب كوزيت وجان ڤالجان. |                       |                         |                |                                                     |                               |
| 25                                                            | 届かぬ思い | رحلة مفاجئة           | مشاعر لم تُستلم          | 24 يونيو 2007  | 23 يناير 2014                                       | البؤساء - الحلقة 25 - سبيستون |
| 25                                                            | رغبة منه بمعرفة المزيد عن كوزيت، يتبع ماريوس كوزيت وجان ڤالجان إلى حيث يقيمان ويسأل صاحب العمارة عنهما فيجيبه صاحب العمارة على أسئلته وعندما أراد صاحب العمارة معرفة سبب أسئلته أجاب بأن "صديقه هو من أراد أن يسأل". يخبر صاحب العمارة جان ڤالجان بما حدث فيسيء الثاني الظن ويعتقد أن جاڤير يحاول الإمساك به فيقرر الانتقال إلى بيت جديد. يأمر تيناردييه إپونين بتفقد أحد البيوت تمهيدًا لسرقته من قبل أصدقائه ولكنها ترفض طالبة منه أن يأمر أزيلما ولكنه يصر. |                       |                         |                |                                                     |                               |
| 26                                                            | パリのすれちがい | الفراق                | مصائر مُتقاطعة           | 1 يوليو 2007   | 26 يناير 2014                                       | البؤساء - الحلقة 26 - سبيستون |
| 26                                                            | يقرر جان ڤالجان ألا يذهب وكوزيت مجددًّا لحديقة لوكسمبورگ تجنبًا لماريوس الذي يعتقد جان ڤالجان أنه أحد أتباع جاڤير، يحزن ماريوس كثيرًا لأنه لم يعد يرى كوزيت. يبدأ ماريوس بحضور اجتماعات أصدقاء الأبجدية الذين كانت أحاديثهم حول الدراسة وكثرة البطالة وقلة فرص العمل. |                       |                         |                |                                                     |                               |
| 27                                                            | 飛び出した女の子 | الطفلة الضائعة        | فتاة صغيرة تهرب         | 8 يوليو 2007   | 27 يناير 2014                                       | البؤساء - الحلقة 27 - سبيستون |
| 27                                                            | روزالين هي أم لفتاة اسمها پوليت عمرها 6 سنوات، تضطر إلى وضع ابنتها عند إحدى العوائل لظروف سفرها ولكنها عندما عادت بعد سنة أخبرتها العائلة بأن ابنتها قد هربت، يبحث جان ڤالجان وكوزيت عنها بجميع الطرق الممكنة. يقابل تيناردييه ابنه الذي تركه في مونتفرميل عند رحيله، گافروش. يُكشف أن تيناردييه وأصدقاؤه هم عصابة پاترون مِنِت التي ترك جاڤير أمر القبض على جان ڤالجان ليقبض عليهم وظل خمس سنوات يحاول ذلك -وهي أخطر عصابة في باريس-. في النهاية تعثر كوزيت على پوليت بمساعدة غير مباشرة من أصدقاء الأبجدية. |                       |                         |                |                                                     |                               |
| 28                                                            | 拾われた手紙 | الرسائل الضائعة       | الرسائل الضائعة         | 15 يوليو 2007  | 28 يناير 2014                                       | البؤساء - الحلقة 28 - سبيستون |
| 28                                                            | ينتهي لُطف الشتاء وتبدأ قسوته؛ تزداد برودة الجو والفقراء والمتسولين في مدينة باريس لا يجدون بيتًا يأويهم من هذا البرد، يزداد تذمر أصدقاء الأبجدية من كثرة الفقراء (ليس تذمرًا منهم بل تذمرًا لهم). يأمر والد إپونين إياها بأن تسلم رسالة إلى جارهم ماريوس يطلب فيها منه المال؛ فيعطيهم ماريوس ما طلبوه. تأتي فتاة صغيرة لجان ڤالجان طالبة منه أن يحضر طعام العشاء لعائلتها الفقيرة التي تسكن في منزل گوربو. يصل جان ڤالجان وكوزيت إلى المنزل الذي سكنا فيه بداية قدومهم لباريس، ليفتح لهم الباب ساكن الشقة وراعيها؛ تيناردييه وعائلته. |                       |                         |                |                                                     |                               |
| 29                                                            | テナルディエの罠 | فخ تيناردييه          | فخ تيناردييه            | 22 يوليو 2007  | 29 يناير 2014                                       | البؤساء - الحلقة 29 - سبيستون |
| 29                                                            | لا يوجد ملخص لهذه الحلقة، مساهمتك مرحب بها |                       |                         |                |                                                     |                               |
| 30                                                            | 残されたコイン | القطعة النقدية        | القطعة النقدية المتروكة | 29 يوليو 2007  | 30 يناير 2014                                       | البؤساء - الحلقة 30 - سبيستون |
| 30                                                            | لا يوجد ملخص لهذه الحلقة، مساهمتك مرحب بها |                       |                         |                |                                                     |                               |
| #                                                             | عنوان الحلقة | عنوان الحلقة          | عنوان الحلقة            | تاريخ العرض    | تاريخ العرض                                         | مصدر                          |
| #                                                             | باليابانية | الدبلجة العربية       | المترجم                 | اليابان        | العالم العربي                                       | مصدر                          |
| القِسم الرابع قصيدة شارع پلوميه الرعائية وملحمة شارع سان دونيز | |                       |                         |                |                                                     |                               |
| 31                                                            | 穏やかなプリュメ通り | وعكة الرجل الطيب      | هدوء شارع پلوميه        | 5 أغسطس 2007   | 2 فبراير 2014                                       | البؤساء - الحلقة 31 - سبيستون |
| 31                                                            | يصل جان ڤالجان مصابًا إلى منزله وتعالجه كوزيت. يقرر ماريوس الخروج من منزل گوربو ويسكن مع كوريڤيراك في شقته. تزور ماريوس خالته وتطلب منه العودة ولكنه يرفض مرة أخرى ويصر على موقفه. |                       |                         |                |                                                     |                               |
| 32                                                            | あの日の面影 | فرحة لم تكتمل         | ذكريات الماضي           | 12 أغسطس 2007  | 3 فبراير 2014                                       | البؤساء - الحلقة 32 - سبيستون |
| 32                                                            | في الوقت الذي استعاد فيه جان ڤالجان عافيته، تبحث إبونين عن ماريوس في أرجاء باريس. يزور ماريوس صديق والده مابوف وعندما وبعدها تعلم إبونين بأن مابوف يعلم بمكان ماريوس فتسأله عنه ويجيبها. تجد إبونين ماريوس ويطلب منها مساعدته في البحث عن يوروشيل -الاسم الذي ظنه اسم كوزيت- وتوافق على ذلك. تتبع إبونين كوزيت وتعرف عنوانها وتدرك إبونين أن يوروشيل ما هي إلا كوزيت، الفتاة التي ما كانت سوى خادمة لهم في الماضي. تخبر ماريوس عن عنوان كوزيت وفي قلبها حزن عميق وحسد شديد. |                       |                         |                |                                                     |                               |
| 33                                                            | あきらめかけた再会 | مد الجسر              | تنازلات أخرى            | 19 أغسطس 2007  | 3 فبراير 2014                                       | البؤساء - الحلقة 33 - سبيستون |
| 33                                                            | يغادر جان ڤالجان إلى مدينة مونتفرميل ليرى الشخص الذي دعم فكرة بناء الجمعية الخيرية، ويصل إلى المكان الموعود ليجد صندوقًا بها آلاف الفرنكات. يذهب ماريوس لمنزل كوزيت ولكنه يتردد في اللحظة الأخيرة ويعود إلى شقة صديقه (التي يسكن بها حاليًا)، وفي اليوم التالي ينصحه أصدقاء الأبجدية بكتابة رسالة لهما يخبرهما بها أنه معجب بأعمالهم الخيرية ولا يكن لهما شرًا فينفذ ماريوس النصيحة. يعود جان ڤالجان وتخبره كوزيت عن ضجة سمعتها في الحديقة ليلة البارحة فيطمئنها بأنه لم يكن سوى صوت تضارب الأغصان بسبب شدة الرياح. تجد كوزيت رسالة ماريوس في صباح اليوم التالي وتتوقع حضوره في المساء، وفعلًا تلتقي كوزيت بماريوس وجهًا لوجه لأول مرة في حديقة منزلهم. تبدأ عصابة پاترون منت بخطتهم للهرب من السجن |                       |                         |                |                                                     |                               |
| 34                                                            | 象の中の子供たち | المشردون              | أطفال في إلفنت          | 26 أغسطس 2007  | 4 فبراير 2014                                       | البؤساء - الحلقة 34 - سبيستون |
| 34                                                            | يلتقي گافروش بأخوين صغيرين مشردين فيساعدهما ويوفر لهما الطعام بماله الذي بالكاد يكفيه ويسكنهما في بيته - تمثال إلفنت-. يلتقى ماريوس مجددًا بكوزيت في حديقة بيتها وعندما خرج فوجئ بإپونين، فشكرها لعثورها على محل سكن كوزيت، التي ترد عليه بـ"من قال لك أني أحتاج شكرك"، وفي وجهها دمعات صحبتها عبارة أخيرة "وداعًا... وداعًا يا ماريوس". |                       |                         |                |                                                     |                               |
| 35                                                            | パトロン·ミネットの脱獄 | الهروب من السجن       | هروب پاترون منِت         | 2 سبتمبر 2007  | 6 فبراير 2014                                       | البؤساء - الحلقة 35 - سبيستون |
| 35                                                            | تهرب عصابة پاترون منت من السجن ولكنهم يضطرون لترك تيناردييه خلفهم فيأتي ابنه گافروش في اللحظة الأخيرة ليساعده على الهرب. يبدأ وباء الكوليرا بالانتشار بكثرة بين طبقة الفقراء في باريس. تبدأ جماعة الأبجدية بالتعاون مع الجماعات الأخرى المهتمة بالفقراء والمحتاجين، في الوقت الذي قرروا فيه فعل "شيء كبير" لمواجهة الفقر، لدرجة أنهم قد بدأوا بتخزين بعض الذخيرة في محل أحد الخياطين وتوفير أسلحة نارية وبنادق. في نهاية الحلقة يخطط تيناردييه لاقتحام وسرقة منزل جان ڤالجان -دون علم منه بأنه منزل جان ڤالجان- |                       |                         |                |                                                     |                               |
| 36                                                            | パリ病める都 | باريس المريضة         | مرض باريس               | 9 سبتمبر 2007  | 9 فبراير 2014                                       | البؤساء - الحلقة 36 - سبيستون |
| 36                                                            | في الوقت الذي لا تهتم الحكومة الفرنسية سوى بالأغنياء وحمايتهم من طاعون الكوليرا بمنع الفقراء من الاقتراب منهم، يموت كثير من الفقراء بسبب هذا الوباء، ومشفى جان ڤالجان الخيري يوفِّر كل ما يقدر لهم على الرغم من عدم إرسال الحكومة الفرنسية أي مساعدات أو ضروريات لهم؛ فتشرد كثيرون وتيتم أكثر. القائد لامارك هو قائد في الجيش وله منزلة كبيرة، وقد اعتاد على الاهتمام بالفقراء، يزور المشفى ويتوعد الفقراء خيرًا، ويحاول بكل طاقته إقناع المسؤولين بمساعدتهم. لا ينتظر اشتعال الثورة سوى فشل القائد لامارك في إقناعهم. كومبفير، وبكل أسى وحزن ينقل لرفاقه في جماعة الأبجدية ما سمعه: "لقد أُصيب القائد لامارك... بالوباء" وتبدأ الجماعة بتحري صدق الخبر. تفشل خطة عصابة پاترون منت بسرقة منزل جان ڤالجان بسبب إپونين، ولكن جان ڤالجان يرى إحدى حدائد السور مكسورة وآثار أقدام داخل الحديقة فيخاف على كوزيت وتوسان ويقرر السفر إلى إنگلترا بعد أسبوع. |                       |                         |                |                                                     |                               |
| 37                                                            | マリウスの誤算 | خيبة أمل              | خطأ ماريوس              | 16 سبتمبر 2007 | 10 فبراير 2014                                      | البؤساء - الحلقة 37 - سبيستون |
| 37                                                            | يثور غضب عصابة پاترون منت بسبب إخفاقات خطط تيناردييه فيطردوه من العصابة. يتعرف گافروش على مابوف صدفة عندما كان يتجول في باريس ويذهبان معًا إلى المكتبة حيث يبيع مابوف كتبه التي تعادل ما يفوق الخمسين فرنكًا بثمن بخس لا يفوق العشرة فرنكات بسبب سوء الأحوال الاقتصادية في باريس. تخبر كوزيت مُحطَّمة القلب نبأ سفرهم إلى إنگلترا لماريوس، فيعدها بأن يأتي بالأخبار السارة بحلول الغد. يطلب ماريوس إذنًا من جده للزواج لأن القانون لا يسمح له بالزواج دون إذن في عمره الحالي ولكن جده يرفض فيغادر ماريوس بغضب ويندم الجد ندمًا كبيرًا حيث أن كان يشتاق لماريوس كثيرًا. |                       |                         |                |                                                     |                               |
| 38                                                            | コゼットとエポニーヌ | كوزيت وإپونين         | كوزيت وإپونين           | 23 سبتمبر 2007 | 11 فبراير 2014                                      | البؤساء - الحلقة 38 - سبيستون |
| 38                                                            | يرى جان ڤالجان آثار أقدام ماريوس في الحديقة فيظن أن عصابة پاترون مِنِت أرادت اقتحام المنزل فيقرر المغادرة في نفس اليوم مما لن يعطي كوزيت فرصة لمقابلة ماريوس وسماع خبره فتقترح توسان أن تضع له رسالة في الحديقة بعنوانهم الجديد فتنفذ كوزيت النصيحة. يصل خبر موت القائد لامارك إلى أصدقاء الأبجدية، مما أطفأ آخر بريق أمل للفقراء، فيستعد الأصدقاء لتنفيذ "آخر خيار لهم"، وتنضم لهم الجماعات الأخرى وكذلك بعض المسؤولين! وتبدأ بعض أعمال الشغب جزئيًا في بعض مناطق باريس قبل موعدها بيوم واحد. تلتقي كوزيت إپونين وتعترف بأنها لطلما حسدتها لأنها كانت دومًا سعيدة، ولكن كوزيت ترد بأنها لم تكن سعيدة بل كانت متمسكة بأمل عودة أمها لأخذها. تخبر إپونين كوزيت أن گافروش وچوچو بخير وهما في باريس، وتعدها بأنها لن ترى وجهها ثانية. |                       |                         |                |                                                     |                               |
| 39                                                            | 1832年6月5日 | 5/6/1832              | 5/6/1832                | 30 سبتمبر 2007 | 12 فبراير2014                                       | البؤساء - الحلقة 39 - سبيستون |
| 39                                                            | تغادر أسرة جان ڤالجان باريس قبل لقاء كوزيت بماريوس فيحزن ماريوس كثيرًا. تمرض زوجة مابوف فيحضر الطبيب الذي يطمئنه بأنها لم تصب بالوباء، ودواء مرضها متوفر ولكنه غال... وسط حزنه الشديد يبيع مابوف كتابه المفضل الذي أوصى بتوزيع ثمنه على الفقراء بعد موته ليشتري الدواء. وسط هتافات الحشود الألفية "تحية للقائد لامارك" "تحية للشعب العظيم" التي اعتلت أثناء تشييع القائد لامارك، يلمح جاڤير جان ڤالجان بين الحشود ولكنه يضيع من ناظريه... وتحدث أول عملية قتل وإطلاق نار من قِبَل الجيش لأحد المجتمعين لتعلن عن بدأ الثورة. تبدأ جماعة الأبجدية ببناء ساتر في شارع كوران وينضم إليهم مابوف وگافروش وجاڤير. يذهب ماريوس لمقهى موساين ويلتقي إپونين دون أن يعلم أنها هي وتخبره بأن أصدقاءه ينتظرونه في شارع كورانت. تُسمع أصوات إطلاق النار بلا توقف ذلك اليوم في باريس. |                       |                         |                |                                                     |                               |
| 40                                                            | 革命の夜 | ليلة الغضب            | ليلة الثورة             | 7 أكتوبر 2007  | 13 فبراير 2014                                      | البؤساء - الحلقة 40 - سبيستون |
| 40                                                            | على قلب وأمل واحد؛ يذهب الرجال للدفاع عن الساتر وتقوم النساء بتضميد الجراح. يسقط أول قتيل في الثورة، العم مابوف في سبيل حماية ورفع علم الثورة، ويتمكن شباب الأبجدية من حماية ساترهم مما رفع معنويات الجماعات الأخرى. |                       |                         |                |                                                     |                               |
| 41                                                            | エポニーヌの恋 | إپونين                | حب إپونين               | 14 أكتوبر 2007 | 16 فبراير 2014                                      | البؤساء - الحلقة 41 - سبيستون |
| 41                                                            | أثناء خروجه من المقهى، يطلق أحد رجال الشرطة النار على ماريوس فتقفز إپونين لتحميه بجسدها، تخبر إپونين ماريوس وهي تحتضر بندمها لأنها أعطته عنوان كوزيت سابقًا، وتعطيه عنوان كوزيت الجديد وتأخذ منه عهدًا بأن لا ينسى اسمها أبدًا، وأن يبتسم كلما ذكرها فيعدها. يتذكر گافروش وجه جاڤير ويفضح أمره. |                       |                         |                |                                                     |                               |
| 42                                                            | マリウスからの手紙 | マリウスからの手紙خطأ | رسالة ماريوس            | 21 أكتوبر 2007 | 17 فبراير 2014                                      | البؤساء - الحلقة 42 - سبيستون |
| 42                                                            | マリウスからの手紙 | رسالة ماريوس          | رسالة ماريوس            | 21 أكتوبر 2007 | 17 فبراير 2014                                      | البؤساء - الحلقة 42 - سبيستون |
| 42                                                            | تقوم جماعة الأبجدية بربط جاڤير بعد أن أكَّد ماريوس ما قاله گافروش. يذهب گافروش لإيصال رسالة لكوزيت كان ماريوس قد طلب منه إيصالها، ويقوم گافروش بإيصالها لصاحب العمارة لأن الوقت كان متأخرًا على أن يعطيها لهم صاحب العمارة في الصباح، ولكن جان ڤالجان كان مستيقظًا ورأى ما حصل من النافذة فأخذ الرسالة وقرأها، وعلم بالتالي بأن ماريوس في خطر فيقرر حمايته لكي لا تحزن كوزيت إذا ما حدث له مكروه، ويتمكن بالفعل من الوصول للساتر (دون إخبار أحد عن ذهابه) عن طريق التنكر بملابس رجال الشرطة ويشارك الشباب في ساترهم، الأمور تؤول إلى حال سيء، فقد أحضرت الشرطة مدفعًا وتم تحطيم جميع السواتر عدا ساتر كورانت الخاص بأصدقاء الأبجدية وساتر سان ماري (القديسة ماري). يتمكن گافروش من العودة للساتر، ويلتقي جان ڤالجان وجاڤير مجددًا... |                       |                         |                |                                                     |                               |
| #                                                             | عنوان الحلقة | عنوان الحلقة          | عنوان الحلقة            | تاريخ العرض    | تاريخ العرض                                         | مصدر                          |
| #                                                             | باليابانية | الدبلجة العربية       | المترجم                 | اليابان        | العالم العربي                                       | مصدر                          |
| القِسم الخامس جان ڤالجان                                       | |                       |                         |                |                                                     |                               |
| 43                                                            | ガヴローシュの願い | بطولة گافروش          | مشيئة گافروش            | 28 أكتوبر 2007 | 18 فبراير 2014                                      | البؤساء - الحلقة 43 - سبيستون |
| 43                                                            | يشتد النزاع بين الجيش وجماعة ساتر كورانت لمنعهم من إعادة بناء الساتر بعد هدمه بطلقة المدفع. على الرغم من إلحاح الجماعة على گافروش من أجل أن يعود إلى حيث الأمان، ولكنه يرفض ذلك بكل إصرار وثبات. تخرج كوزيت دون إخبار توسان للبحث عن أبيها -جان ڤالجان- . جماعة كورانت الآن في موقف لا يحسدون عليه، لم يتبقَّ لديهم سوى القليل القليل من الذخيرة وهم في وسط المعركة، ولكن "البطل الأحمق" گافروش يتسلل لوسط ميدان المعركة من أجل جمع الذخيرة من القنلى والجرحى، يتمكن فعلًا من جمع الذخيرة لكن المشكلة تكمن في كيفية عودته، فجميع الجنود يقومون بالتركيز والتصويب عليه. يرمي گافروش كيس الذخيرة فيصل بسلام لأصدقائه. وتخترق ذخيرة الجيش كتفه فيسقط في وسط الميدان (وإنقاذه أمر خطر جدًا كونه سقط في وسط الميدان). فجأة يظهر چوچو ويرى ما فعله الجنود بصديقه الحميم گافروش، ويسحب گافروش إلى مكان آمن، وتراه كوزيت التي كانت ذاهبة إلى شارع شانفيري (حيث يقع مقهى كورانت) وتسعف گافروش. |                       |                         |                |                                                     |                               |
| 44                                                            | 未来へのともしび | شعلة الأمل            | نور المستقبل            | 4 نوفمبر 2007  | 19 فبراير 2014                                      | البؤساء - الحلقة 44 - سبيستون |
| 44                                                            | تأخذ كوزيت گافروش إلى البيت ويُطمئنهم الطبيب على صحته... يسقط حاجز سان ماري مما يجعل حاجز كورانت الحاجز الأخير المتبقي، بمعنى آخر حاجز كورانت هو أمل الثورة الأخير... يتمكن الجيش من أسر بروفير، بروفير، الذي كانت آخر كلمة له "حتى إن قتلوني الآن؛ فلن يقتلوا حلمي" يعدمه الجيش أمام أعين أصدقائه، جماعة كورانت المحطمون، وكرد منهم على فعلة الجيش، يخططون لإعدام جاڤير وفقًا لمبدأ "العين بالعين والسن بالسن"، وعندما صوب أحدهم البندقية عليه قال جان ڤالجان بأنه سيتولى المهمة ويأخذ جاڤير لمكان بعيد قليلًا ويضع البندقية ويخرج سكينًا ويفك رباط جاڤير، وبعد نقاش طويل بينهما، لا يزال جاڤير غير مقتنع بأن جان ڤالجان قد صار رجلًا طيبًا، ولا يزال مقتنعًا بأن الناس لا تتغير طبائعهم، المجرم يظل مجرمًا مهما حدث على الرغم من أن جان ڤالجان قد أطلق سراحه وأطلق طلقة في الهواء ليوهم الأصدقاء بأنه قد نفذ إعدامه. تبدأ الملحمة الحقيقية الآن، فالأصدقاء الذين ليس لديهم سوى بنادق عتيقة في مواجهة مدفع.. بل مدفعان من مدافع الجيش. يتحطم الساتر ويسقط الأصدقاء واحدًا تلو الآخر في ملحمة حقيقية للدفاع عن الأرض والوطن، ثم لم يبقَ منهم أحد... جميعهم قتلوا عدا ماريوس وجان ڤالجان. |                       |                         |                |                                                     |                               |
| 45                                                            | パリの下水道 | مجارير باريس          | مجارير باريس            | 11 نوفمبر 2007 | 20 فبراير 2014                                      | البؤساء - الحلقة 45 - سبيستون |
| 45                                                            | يُكمل الجيش مجزرته فلا يسمح لأي ضعيف وأعزل بالهرب، ما عدا جان ڤالجان الذي يهرب بغتة بماريوس فاقد الوعي عن طريق المجارير، يستيقظ گافروش ويخبر كوزيت بطريقة غير مباشرة أن أباها وماريوس عند الساتر فتقرر الذهاب لاستطلاع الأمر، في الوقت الذي يمشي جان ڤالجان ببطء متعبًا حاملًا ماريوس على ظهره، ويلحق به أفراد الجيش راكضين. يلتقي جان ڤالجان تيناردييه عند باب نهاية المجارير ويظن الثاني بأن جان ڤالجان قتل ماريوس من أجل المال، ويخبره بأنه إن أعطاه نصف ما سرقه فسيفتح له الباب، يعطي جان ڤالجان تيناردييه بضع سوات أو فرنكات، وعند خروجهما يلتقي جان ڤالجان بجافير. |                       |                         |                |                                                     |                               |
| 46                                                            | ジャヴェールの正義 | عدالة جاڤير           | عدالة جاڤير             | 18 نوفمبر 2007 | 23 فبراير 2014                                      | البؤساء - الحلقة 46 - سبيستون |
| 46                                                            | يطلب جان ڤالجان من جاڤير أن يسمح له بإيصال ماريوس لبيت جدِّه فيرافقه جاڤير وفي الطريق يخبر جان ڤالجان قصته لجاڤير؛ بعد أن أعطاه الأسقف ميريل الأواني الفضية قرر أن يبدأ حياة جديدة ولكنه عن طريق الخطأ يأخذ قطعة فضية من غلام دون أن يعلم -جان ڤالجان- بذلك وحين حاول إعادتها لم يجده، ثم يواجهون عائقًا في الطريق فيزيله جان ڤالجان بجهد جهيد، وحينما سأله جاڤير عن سبب اهتمامه بماريوس لهذا الحد يخبره بسبب وعده لفانتين. بعد إيصال ماريوس لمنزل جده يطلب جان ڤالجان من جاڤير طلبًا أخيرًا؛ أن يسمح له بالذهاب لمنزله لتوديع كوزيت فيسمح له، يودع جان ڤالجان كوزيت وحينما غادر للذهاب مع جاڤير لم تكن العربة موجودة، فقد قام جاڤير برد دينه لجان ڤالجان. جاڤير وبعد صراع طويل مع النفس يقرر، "نعم الإنسانُ يمكن أن يتغير". لم يعد هناك مجرم يُسمَّى جان ڤالجان في سِجلات الشرطة... |                       |                         |                |                                                     |                               |
| 47                                                            | 「心の絆 | الروابط               | الروابط                 | 25 نوفمبر 2007 | 24 فبراير 2014                                      | البؤساء - الحلقة 47 - سبيستون |
| 47                                                            | يعلم جد ماريوس بأمر كوزيت ويسمح لها بأن تزور ابنه، يزوران مقهى كورانت معًا وتطلعه كوزيت على ما حدث لأصدقائه. |                       |                         |                |                                                     |                               |
| 48                                                            | コゼットとマリウス | كوزيت وماريوس         | كوزيت وماريوس           | 2 ديسمبر 2007  | 25 فبراير 2014 2 مارس 2014إعادة                     | البؤساء - الحلقة 48 - سبيستون |
| 48                                                            | يبحث كل من ماريوس وكوزيت عن الشخص الذي نقله لمنزل جده، ويقودهما بحثهما إلى أن شخصًا قد نقله بالعربة بجانب مفتش شرطة ويستنتجان أنه جان ڤالجان لا محالة وحينما سألاه عن ذلك أنكر لكي "لا يكتشفان علاقته بالشرطة فالوقت لم يحن بعد"، يطلب ماريوس من كوزيت الزواج فتوافق ويزور جد ماريوس أب كوزيت -جان ڤالجان - فيوافق على زواجهما. |                       |                         |                |                                                     |                               |
| 49                                                            | 私のお母さん | قصة الأم              | أُمِّي                     | 9 ديسمبر 2007  | 26 فبراير 2014 27 فبراير 2014إعادة 3 مارس 2014إعادة | البؤساء - الحلقة 49 - سبيستون |
| 49                                                            | تطلب كوزيت من والدها إذنا للذهاب إلى مدينة مونتوريل فوروميل لترى كيف كانت تعيش أمها، فيقبل جان ڤالجان فيصر گافروش على أن يذهب معها فتقبل وتخبر ماريوس برغبتها فيخبرها أنه ليس لديه مانع. وفي صباح اليوم التالي تذهب هي وگافروش وفي طريقهما يمران عبر بلدة مونتوريل سوروميل حيث فندق واترلو فيجدونه محطما تماما ويلتقي گافروش بالحداد الذي عاش عنده حيث يطلب منه زيارته في طريق العودة، عندما وصلا إلى مدينة مونتوريل فوروميل استقبلهما المحافظ ألن والراهبة سامبليس فقد عروفها لأنها تشبه أمها فانتين، ويخبرهما ألن بأن أباها السيد "مادلين" قد كان محافظا لهذه البلدة. ذهبت كوزيت إلى معمل الزجاج حيث كانت تعمل أمها حيث أنشأت روضة سميت "كوزيت وفانتين" لكي لا تعاني أي عاملة ما عانته فانتين وفي الختام تذهب إلى قبر أمها وتقول لها: أمي أنا على وشك أن أتزوج وأصبح أما مثلك، وإذا أنجبت أطفالا فسأحبهم كما أحببتني أنت. |                       |                         |                |                                                     |                               |
| 50                                                            | 永遠のリング | حفل الزفاف            | خاتم للأبدية            | 16 ديسمبر 2007 | 4 مارس 2014                                         | البؤساء - الحلقة 50 - سبيستون |
| 50                                                            | حصل ماريوس على شهادة المحاماة .تزوجت كوزيت بماريوس، وفي الحفل التقت صديقاتيها من المدرسة الداخلية حيث قدمن لها بعض التفاح وبغادر جان ڤالجان الحفل بحجة أنه كان متعبًا. في اليوم التالي يخبر ماريوس بقصته الكاملة وبكونه سجينًا فيما مضى. |                       |                         |                |                                                     |                               |
| 51                                                            | 明かされた真実 | جلاء الحقيقة          | جلاء الحقيقة            | 23 ديسمبر 2007 | 5 مارس 2014                                         | البؤساء - الحلقة 51 - سبيستون |
| 51                                                            | حينما كان ماريوس يتجول، التقى بجان ڤالجان الذي أخبره بحقيقته. تأتي توسان إلى بيت جد ماريوس لتخبر كوزيت بأن أباها قد غادر المنزل إلى مكان بعيد ولا داعي للبحث عنه فتحزن كوزيت كثيرا عليه. يأتي رجل يسمي نفسه البارون "تينارد" يريد التحدث مع ماريوس عن جان ڤالجان وفتعرف كوزيت بأنه تيناردييه فتخبر ماريوس وتوصيه بأخذ الحذر منه حينها أخبره عن ماض جان ڤالجان لكن ماريوس قال له أنه يعرف كل هذه الأشياء ثم يخبره أنه قتل شخصا وأخذ ماله وقابله في المجارير لكن ماريوس أخبره بأن كل هذا هراء فقال تينارد أنه يملك دليلا فأراه إياه: لقد كان الدليل جزء من قطعة قماش كان يرتيديها أصحاب الأبجدية....و من هنا يعرف تيناردييه أن الجثة هي ماريوس . فقال له : اخرج من فضلك يا تيناردييه فأبا وقال له لا أصدق أن رجلا مثلك أنقذ والدي، فأجابه تيناردييه: آه إذن والدك هو ذلك الجينيرال فأجاب ماريوس بنعم لكن والدي لم يكن جينيرالا كان سوى بارون وأنت سرقت ماله فرد تيناردييه عليه أنه لن يخرج فارغ اليدين وأخرج سكينا وحاينها ظهر جافيرت للقبض عليه....قال تيناردييه للضابط جافيرت: سأهرب من السجن فأجابه جافيرت: بأنه سيمسكه مجددا إن هرب. |                       |                         |                |                                                     |                               |
| 52                                                            | 銀の燭台 | الأدوات الفضيَّة        | الشمعدان الفضي          | 30 ديسمبر 2007 | 6 مارس 2014                                         | البؤساء - الحلقة 52 - سبيستون |
| 52                                                            | مضى عام على ذهاب جان ڤالجان ولم يخبر ماريوس كوزيت بالحقيقة ...... فيرسل جان ڤالجان رسالة لهما : بأن يأتيا حالا إلى مقاطعة أوفيرن، فيستدعي الجد عربة لهما فيذهبان بأقصى سرعة. عندما وصلا استقبلهما أهل القرية وأخبروهما بأنه يلفظ آخر أنفاسه فاستعجلت في الدخول. وعندما دخلا إلى بيته أخبر جان ڤالجان كوزيت بماضيه المؤلم واعتذر إليها لأنه لم يستطع جعل أمها تراها، وأمرهما بتبديل شموع الشمعادانين وأن يأخذوهما ويسلمانهما إلى أولادهما وأحفادهما فيَقبَلان .فيموت جان ڤالجان فيحضر جافيرت وتوسان والآخرون جنازته . بعض مضي بضعة أشهر ولدت كوزيت بنتا تشبهها لكنها سمراء البشرة قليلا مثل ماريوس. |                       |                         |                |                                                     |                               |

## إصدارات اليوتيوب
قامت سبيستون في 21 يناير 2014 بالإعلان في صفحتها الرسمية على الفيسبوك عن رفعها لحلقات البؤساء على يوتيوب «قريبًا». توافرت الحلقات التي سبق عرضها في 1 فبراير 2014 على قناتها الرسمية في يوتيوب، وأُعلن عن ذلك في 2 فبراير 2014 على صفحة سبيستون الرسمية في فيسبوك. تميزت إصدارات اليوتيوب بالجودة العالية (فيديو عالي الوضوح)، وعدم وجود شريط الرسائل الموجود في قناة سبيستون.
| الحلقات | تاريخ العرض                          |
| ------- | ------------------------------------ |
| 1 - 30  | 1 فبراير 2014                        |
| 31 - 48 | في نفس يوم العرض على القناة الفضائية |
| 49      | 1 مارس 2014                          |
| 52-50   | 9 مارس 2014                          |

## ملاحظات ومراجع

## إصدارات الـDVD
مصادر:
| الإصدار | الحلقات | تاريخ الإصدار  |
| ------- | ------- | -------------- |
| 1       | 1–4     | 25 مايو 2007   |
| 2       | 5–8     | 22 يونيو 2007  |
| 3       | 9–12    | 27 يوليو 2007  |
| 4       | 13-16   | 24 أغسطس 2007  |
| 5       | 17-20   | 25 سبتمبر 2007 |
| 6       | 21-24   | 26 أكتوبر 2007 |
| 7       | 25-28   | 23 نوفمبر 2007 |
| 8       | 29-32   | 21 ديسمبر 2007 |
| 9       | 33-36   | 25 يناير 2008  |
| 10      | 37-40   | 22 فبراير 2008 |
| 11      | 41-44   | 25 مارس 2008   |
| 12      | 45-48   | 25 أبريل 2008  |
| 13      | 49-52   | 23 مايو 2008   |

مصادر:
| الإصدار          | الحلقات | تاريخ الإصدار |
| ---------------- | ------- | ------------- |
| مجلة سبيستون 131 | 1–3     | يونيو 2014    |